# Clea (gruppo musicale)
Le Clea sono state un girl group pop britannico, formatosi a Northampton nel 2002 e composto da Chloe Morgan, Lynsey Brown, Emma Beard e Aimee Kearsley.

## Storia
Le Clea si sono incontrate durante il programma Popstars: The Rival, nel 2002. Il loro singolo di debutto, intitolato Download It, è stato pubblicato nel 2003 ed ha raggiunto la  21ª posizione della Official Singles Chart. Il secondo singolo, Stuck in the Middle, si è piazzato alla numero 23 nella medesima classifica. I brani sono stati inclusi nel loro primo album Identity Crisis, uscito nel 2004. È stato seguito due anni più tardi da Trinity, promosso da We Don't Have to Take Our Clothes Off e Lucky Like That, rispettivamente 35° e 55° nel Regno Unito.

## Discografia

### Album in studio
- 2004 – Identity Crisis
- 2006 – Trinity

### Singoli
- 2003 – Download It
- 2004 – Stuck in the Middle
- 2005 – We Don't Have to Take Our Clothes Off (con Da Playaz)
- 2006 – Lucky Like That
- 2006 – Stuck in the Middle / I Surrender